# Glossina nigrofusca
Glossina nigrofusca
Pour les articles homonymes, voir Mouche et Goma Tsé-Tsé.
Espèce
Glossina nigrofusca est l'une des 23 espèces reconnues de glossines (genre Glossina) et appartient au groupe forestier/fusca (sous-genre Austenina).

## Taxonomie
Deux sous-espèces de G. nigrofusca sont reconnues:
1. Glossina nigrofusca nigrofusca (Newstead, 1911)
2. Glossina nigrofusca hopkinsi (van Emden, 1944)

## Répartition
Glossina nigrofusca a été historiquement signalée dans une bande étroite et fragmentée en Afrique de l'Ouest et en Afrique centrale, de la Sierra Leone à l'ouest à l'Ouganda à l'est. Cependant, une revue de la littérature scientifique de 1990 à 2020 n'a confirmé la présence de G. nigrofusca que dans trois pays : la Côte d'Ivoire,, le Cameroun et le Nigéria. Au Cameroun, toutes les mentions publiées de G. nigrofusca pour la période 1990-2020 proviennent des foyers de maladie du sommeil de Campo et de Bipindi,,. Les deux sous-espèces de G. nigrofusca sont généralement considérées comme géographiquement distinctes,,.

### Glossina nigrofusca hopkinsi
Glossina nigrofusca hopkinsi occupe la partie orientale de l'aire de répartition de l'espèce et est généralement considérée comme présente dans l'est de la République démocratique du Congo et en Ouganda. Cependant, une revue de la littérature scientifique de 1990-2020 n'a trouvé aucune mention explicite de G. nigrofusca hopkinsi, ni aucune mention de G. nigrofusca dans les zones connues ou potentiellement habitées par cette sous-espèce.

### Glossina nigrofusca nigrofusca

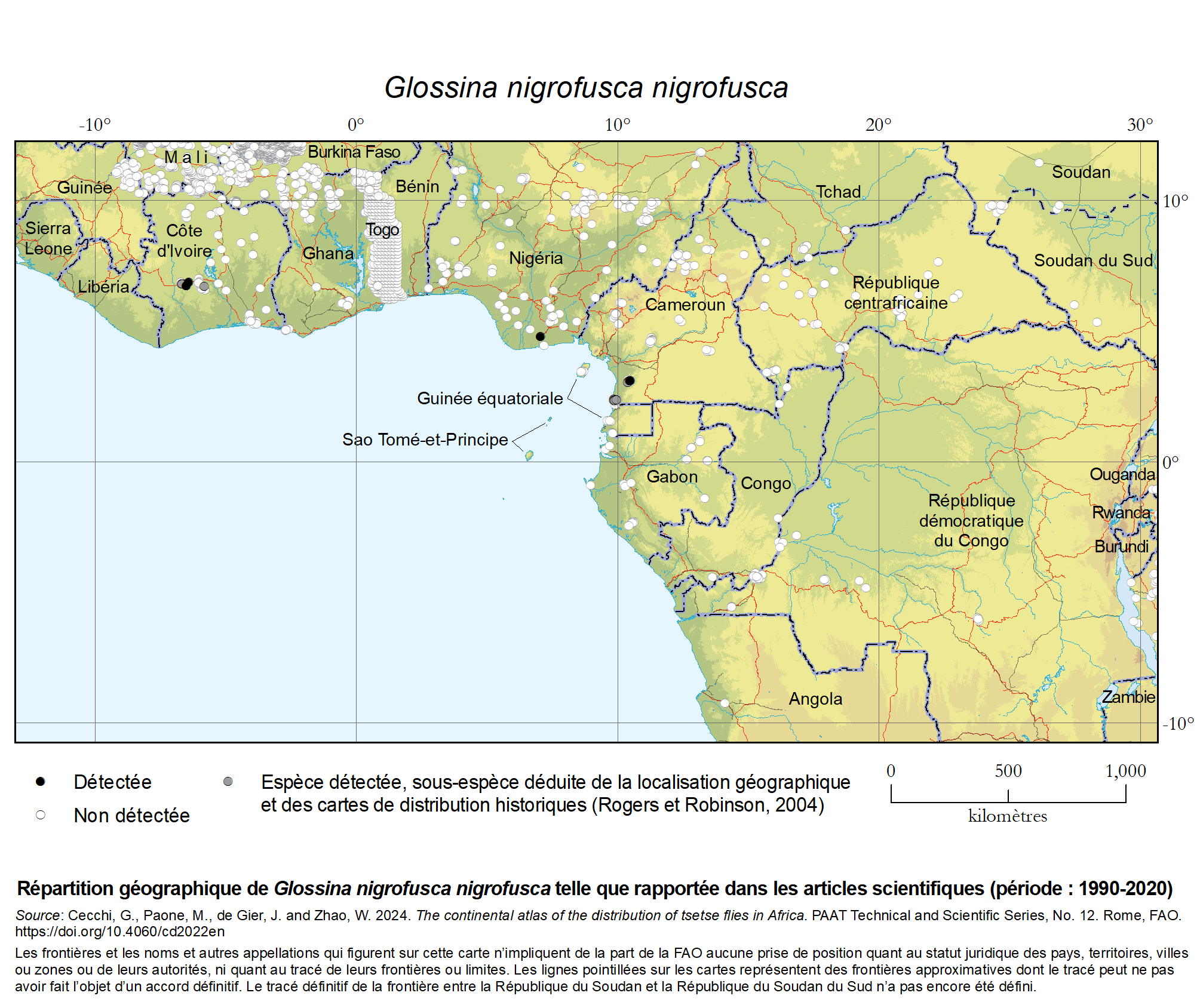
Glossina nigrofusca nigrofusca – Répartition géographique de Glossina nigrofusca nigrofusca telle que rapportée dans les articles scientifiques (période 1990-2020)

Glossina nigrofusca nigrofusca occupe la partie occidentale de l'aire de répartition de G. nigrofusca, et on considère généralement qu'elle est présente de la Sierra Leone à la République centrafricaine et à l'ouest de la République démocratique du Congo. Cependant, une revue de la littérature scientifique de 1990 à 2020 n'a confirmé explicitement la présence de G. nigrofusca nigrofusca que dans trois pays : la Côte d'Ivoire,, le Cameroun, et le Nigéria.